# Miseczniczka żółtawa
Miseczniczka żółtawa (Calyptella campanula (Nees) W.B. Cooke) – gatunek grzybów należący do rzędu pieczarkowców (Agaricales).

## Systematyka i nazewnictwo
Pozycja w klasyfikacji według Index Fungorum: Calyptella, Incertae sedis, Agaricales, Agaricomycetidae, Agaricomycetes, Agaricomycotina, Basidiomycota, Fungi.
Po raz pierwszy opisał go w 1816 r. Christian Gottfried Daniel Nees von Esenbeck, nadając mu nazwę Peziza campanula. Obecną nazwę nadał mu w 1961 r. William Bridge Cooke, przenosząc go do rodzaju Calyptella. Ma 15 synonimów. Niektóre z nich:
- Calyptella campanula var. myceliosa W.B. Cooke 1961
- Calyptella sulphurea (Batsch) Bigeard & H. Guill. 1913

Nazwę polską nadał Władysław Wojewoda w 1999 r.

## Morfologia
Owocniki
Długie, dzwonkowate apotecja występujące pojedynczo, cienkościenne, delikatne, żółte do jasnobrązowych, o długości 2–3 mm i średnicy 1 mm, z cienkim trzonem 0,5–1,5 mm. Na powierzchni mają nieliczne, strzępkowe, bezbarwne włoski. Brzeg apotecjów prosty lub podwinięty. Powierzchnia hymenialna żółta.
Budowa mikroskopowa
Strzępki kontekstu bezbarwne ze sprzążkami. Podstawki14,5-23 × 5-7 µm, 4-sterygmowe. Występują nieliczne parafyzoidy 30–50 × 1–2 µm. Zarodniki bezbarwne, gładkie, jajowate do łezkowatych z apiculusem, 7-9,5 × 4-6 µm.

## Występowanie i siedlisko
Najwięcej stanowisk podano w Europie, poza nią nieliczne w Ameryce Północnej i na niektórych wyspach Oceanu Spokojnego. W Polsce do 2003 r. znane było tylko jedno stanowiska podane w 1998 r. przez Andreasa Gmindera na Siwej Polanie pod Tatrami. W późniejszych latach podano następne stanowiska. Znajduje się na Czerwonej liście roślin i grzybów Polski. Ma status E – gatunek wymierający, którego przeżycie jest mało prawdopodobne, jeśli nadal będą działać czynniki zagrożenia.
Grzyb saprotroficzny rozwijający się na łodygach roślin zielnych w pobliżu ziemi.